# Infern - Cant Vint-i-Novè

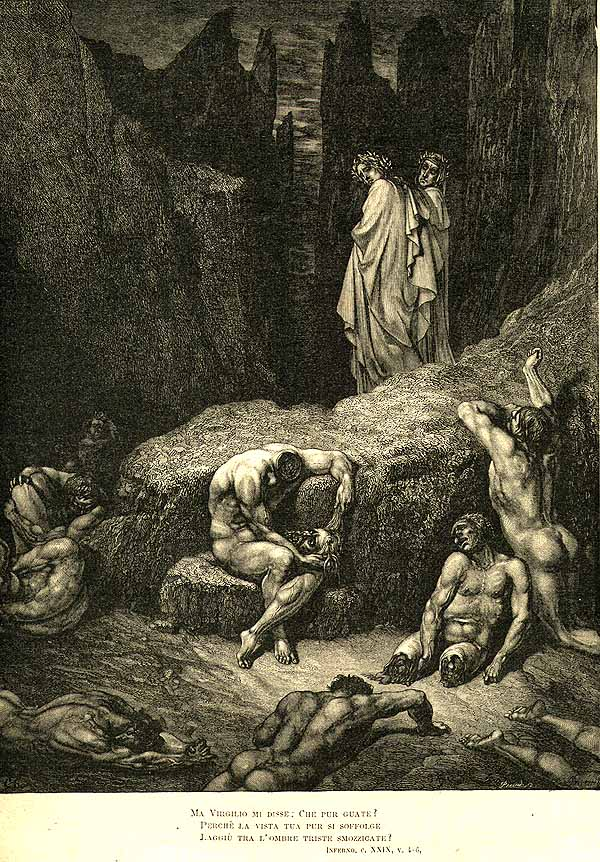
Gustave Doré. Virgili renyant Dante perquè s'entreté mirant els condemnats de la novena fossa.

El Cant Vint-i-novè de l'Infern de Dante Alighieri té lloc a la novena i desena fossa del vuitè cercle, on són castigats respectivament els sembradors de discòrdia i els falsificadors (falsaris); som a la tarda del 9 d'abril del 1300 (Dissabte Sant), o segons altres comentaristes del 26 de març del 1300. Aquí Dante parla d'un parent seu que ha vist a la novena fossa, Geri del Bello. En la desena fossa parla amb dos alquimistes: Griffolino d'Arezzo i Capocchio de Siena ambdós executats a la foguera.

## Anàlisi del cant

### Geri del Bello - versos 1-36
El Cant continua descrivint el fossat novè dels sembradors de discòrdia, en què Dante ha interactuat fins amb cinc condemnats diferents. El càstig d'aquests condemnats consisteix precisament en el fet que els diables fereixen els seus cossos, dividint-los, igual com ells van crear divisions i discòrdies entre les persones. Tota aquesta gent i l'horror de les seves ferides han amarat de llàgrimes els ulls de Dante fins al punt que «ja tenien ganes de plorar» (la interpretació del vers és controvertida, ja que sembla difícil que Dante estigui plorant després del retret que li ha fet Virgili a la fossa dels endevins dient-li que no senti pietat per aquests condemnats, Infern Cant XX: vv. 25-30)[1]
Aleshores, Virgili li retreu: (paràfrasi) "Ara què mires?, perquè es deté encara la teua vista entre les ombres tristes mutilades? No havies fet això en les altres fosses"...que potser vols veure totes les vint-i-dues milles d'aquest fossat? No saps que la lluna està als nostres peus... (és a dir als antípodes), i que a partir d'ara queda poc temps per veure-ho tot? L'hora en clau lunar, com altres vegades: la lluna es troba en el nadir o part inferior del seu recorregut, sota els peus dels viatgers; per tant és poc més de migdia, i només falten cinc o sis hores per completar les vint-i-quatre des de l'entrada a l'infern.
Dante, mentre torna a posar-se en camí, per primer cop sembla una mica ressentit cap a Virgili i es justifica dient que si el mestre hagués tingut en compte la raó per la qual ell es retardava, potser li hauria donat una mica més de temps. De fet, Dante té motius per creure que en aquella fossa, s'amagava un dels seus familiars, però Virgili el talla bruscament perquè inclús aquesta vegada ja havia entès la situació: Dante no ha de pensar en aquell condemnat perquè Virgili ja l'ha vist, present al peu del pont, que mirava cap a Dante i l'assenyalava amenaçant amb el dit, a més Virgili havia inclús sentit pronunciar el seu nom, Geri del Bello.

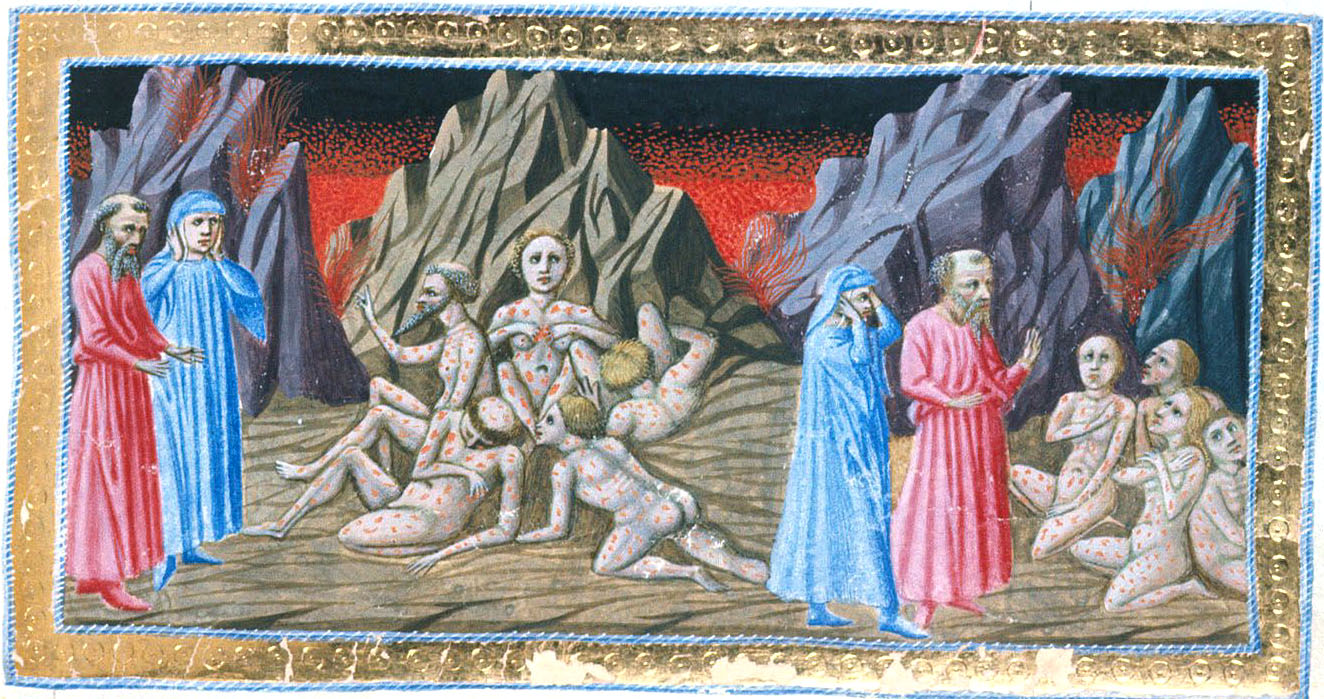
Priamo della Quercia (segle XV). Els falsificadors del cant vint-i-novè

Això havia passat mentre Dante estava plenament ocupat: "amb qui va ser senyor d'Altafort" (Bertran de Born, senyor de Hautefort, que vam conèixer al final del cant anterior); de manera que no es va adonar de la presència del seu familiar i aquest se’n va anar. Dante al capdavall sap que Geri és desdenyós (el "desdeny", era la ira justa, la que és moguda per la raó), perquè la seva mort violenta encara no havia estat venjada per ningú de la família dels Alighieri, per això marxa sense pronunciar cap paraula: "se'n va anar sense parlar-me: així, encara tinc més pietat per ell.".
Dante creia fermament en el pacte de sang que lliga les famílies i, malgrat la reprovació del consell de Mosca dels Lamberti, en el cant anterior i, tot i que no estava especialment inclinat cap a la venjança privada, reconeixia la seva legitimitat (com ho feien al cap i a la fi els estatuts municipals de l'època) [2]. Forese Donati més tard, en un dels tercets del duel poètic amb Dante, on s'acusen i s'insulten l'un a l'altre, criticava a Dante la covardia, conseqüència potser, de la perplexitat de Dante respecte al deure de la venjança familiar.
No hi ha massa informació històrica sobre aquest oncle llunyà (cosí del pare de Dante). Sembla que hauria estat assassinat per un membre de la família Sacchetti cap al 1280: són precioses les dades aportades pels fills mateixos de Dante, Iacopo i Pietro; Iacopo identifica la causa de l'assassinat de Geri en el fet d' haver sembrat discòrdies, mentre que Pietro indica la persona de Brodaio dei Sacchetti com l'assassí. Segons Benvenuto da Imola hi hauria hagut una venjança real i apropiada, però hauria succeït cap al 1310 quan ja havien passat trenta anys de la mort de Geri. Només molts anys després ens arriba un document de reconciliació entre els Alighieri i els Sacchetti (1342), Dante sembla que accepta el retret, però no sembla experimentar sentiments de culpabilitat: ell sent pietat cap al conjunt dels condemnats, però no hi ha cap senyal de remordiment personal.

### El desè fossat, els falsificadors- vv. 37-72

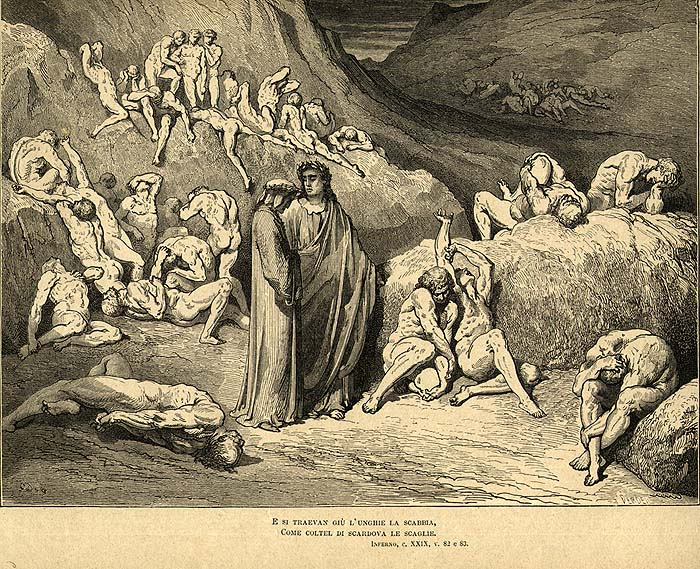
La desena fossa de l'Infern: els falsificadors. Gustave Dorè

Parlant d'aquesta manera amb Virgili, Dante arriba al límit del següent fossat i la primera impressió que en rep és auditiva: gemecs molt forts que colpegen ("se'm clavaven sagetes de laments") la pietat del poeta, com si fossin fletxes amb punta de ferro, tant que Dante s'ha de tapar les orelles amb les mans.
De nou, Dante fa una nova semblança hipotètica (després de la de tots els mutilats de les guerres del sud a Infern XXVIII, vv. 7-21), és a dir veu una suma d'imatges que, juntes no serien suficients per representar l'horror de la fossa: Dante cita els hospitals de Valdichiana, de Sardenya i de Maremma els mesos d'estiu, zones infestades per la malària, la pudor de les quals no era tan gran com la infernal, que sentia Dante en aquell moment. A mesura que baixen el penya-segat, la vista es torna més clara i pot distingir els malalts que són els falsificadors castigats per la infal·lible justícia de Déu.
Per descriure el que veu, Dante fa un altre símil, aquest cop extret del repertori clàssic (la barreja contínua de personatges, figures, temes i estils del món clàssic, mitològic, bíblic i contemporani serà la característica més marcada d'aquest fossat): com a les Metamorfosis d'Ovidi (esmentat aquí sovint i gairebé íntegrament), Dante recorda la pestilència d'Egina, que va assolar tota la gent de l'illa grega, inclosos els animals, excepte el rei que com a fill seu, va demanar a Júpiter que convertís les formigues en homes (els anomenats Mirmídons), això ens ve a dir que en aquell fossat hi havia munts de malalts pertot.
De fet, hi havia gent postrada una sobre l'altra, uns sobre el ventre, altres sobre l'esquena, d'altres s'arrossegaven a quatre potes. No es podien alçar, i els dos poetes van caminar entre ells sense parlar.
No s'ha pogut trobar una correspondència unívoca precisa per al contrapàs d'aquest fossat: la més acceptada és, que com els falsificadors van alterar la matèria o el seu aspecte, així ells ara, són alterats per les malalties.

### Els Alquimistes - vv. 73-139

#### Griffolino d'Arezzo - vv. 73-120, Capocchio de Siena. vv. 124- 139
Dos condemnats atrauen l'atenció del poeta, un recolzat sobre l'altre com dues teules posades a escalfar (la primera de les comparacions domèstiques que caracteritzen l'estil d'aquest cant còmic-realista), plens de crostes de cap a peus; i es rascaven amb la "mossegada" de les ungles per la "ràbia de la picor" amb tal velocitat com mai no s'ha vist un mosso raspallar un cavall mentre el seu senyor l'espera ("segnorso" amb el pronom possessiu enclític (darrere) com sobreviu en alguns dialectes meridionals com per exemple "màtrema" per "mia madre", o "sorate" per "tua sorella"), ni mosso de quadra "quan té ganes d'anar ja a dormir". Les crostes rascades es desprenien:"com escates de carpa amb ganivet, o d'altre peix que les tinga més grans".

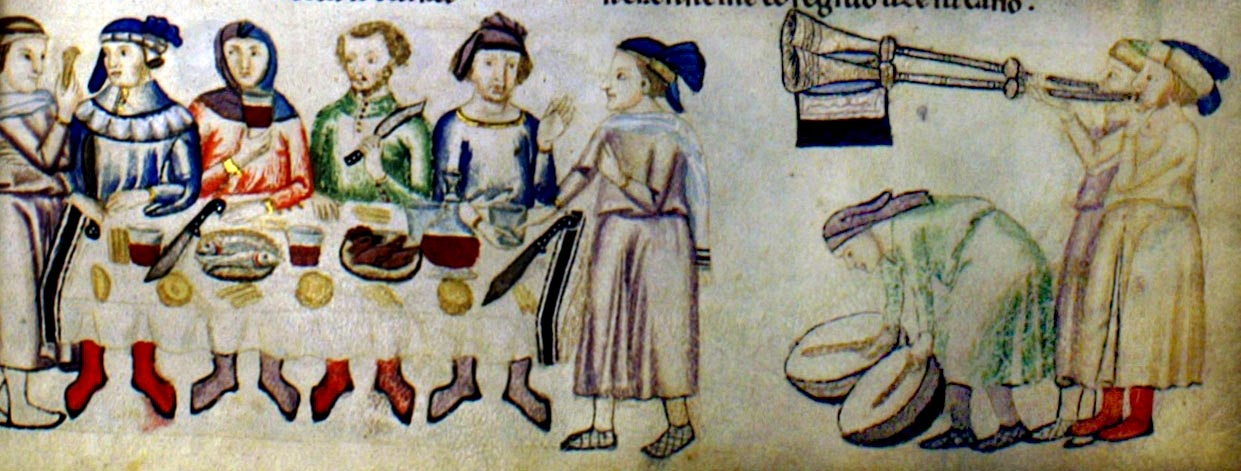
Infern, Cant vint-i-novè: La brigada malgastadora, Codex Altonensis

Virgili s'adreça a un dels dos amb un vocatiu i amb un prec segons les regles retòriques de la "captatio benevolentiae": (paràfrasi) "Tu que t'esfilagarses amb els dits" (literalment et "desmalles"; és a dir separes les crostes com les malles d'una armadura, o d'una xarxa),"i que arribes a usar-los com tenalles, digues si hi ha algun llatí (italià) entre aquests d'ací dins", i que amb l'ungla en tinguis prou per a aquesta feina eterna.
El condemnat respon que ell i el seu company són llatins, però a continuació li demana a Virgili qui és ell; a aquesta pregunta, Virgili respon, més breument que a l'episodi de Mahoma del cant anterior, però subratllant, tanmateix, que Dante està viu, una notícia que fins i tot aquí desperta la més gran sorpresa, tant que els dos pacients se separen i es giren cap a ell tot tremolant (perquè estan sorpresos o perquè estan malalts?).
Després de la presentació, Dante té el camp lliure i, convidat per Virgili a parlar, demana als dos que es presentin, de manera que la seva fama al món no pugui desaparèixer.
Segons els antics comentaristes, el primer, que es presenta com aretí, és un tal Griffolino d'Arezzo, fet cremar com a heretge ("em va portar a la foguera") per Albero de Siena, i llavors explica la seva història i diu, que: "parlant de broma" va dir que ell sabia volar, Albero un noble amb desitjos impetuosos i amb poc seny ("que era molt curiós i amb poc de seny"), se'l va prendre seriosament i li va demanar que li ensenyés a volar com Dèdal, però com no ho va aconseguir, el va fer condemnar al foc per ordre del bisbe o l'inquisidor de Siena que l'estimava com un fill (i qui sap si no ho era de veritat) [3].
Després conclou dient que el veritable motiu pel qual es troba a la desena fossa és perquè en el món fou un alquimista. La narració s'explica amb un discurs molt directe, respectant també els cànons d'un estil còmic-realista.
Dante aprofita l'oportunitat per lamentar-se amb Virgili de què hi pugui haver al món gent "tant fàtua...com els sienesos", "ni tan sols els francesos ho són tant!" (ni tan sols els francesos aguantarien la comparació, que ja és molt dir, diríem nosaltres). I es notarà per l'incís, com la inspiració dels etimòlegs medievals assignant la fundació de l'antiga Sena Julia als Gals Sènons (gals que havien ocupat part del nord d'Italia en temps de Roma), consideraven els sienesos i els francesos consanguinis en la llunyania [4]. Aquesta crítica de Dante no és pròpiament una veritable invectiva contra la ciutat (com en les que ja ha fet contra Florència, Pistoia i Pisa), és més aviat una discussió quasi de xafarderia, contra la inútil megalomania d'alguns dels seus ciutadans.
El segon "leprós" (o en realitat, malalt ple de crostes i ferides)[5], recollí la pilota al vol i digué irònicament: si no es tenia en compte un cert Stricca (Stricca di Giovanni dels Salimbeni?), un prudent gastador; ni el seu germà Niccolò que va descobrir l'ús del clau d'espècia a la cuina i el va clavar a l'hort de la fàtua Siena[6].
Aquestes al·lusions són tan irònics com la de Bonturo Dati pel que fa als estafadors i baraters de Lucca i evidencien el caràcter còmic del cant. I el condemnat continua afirmant que ni tan sols parla de la brigada (l'anomenada “brigada malgastadora”) que va dilapidar la vinya i la hisenda de Caccianemico d'Asciano i dins la qual va donar proves de sentit prudent (!) l'"Enlluernat" (sobrenom de Bartolomeo dei Folcacchieri, canceller de Siena el 1279).
Siena, en l'època en què Dante escrivia era una de les ciutats més riques d'Europa, probablement més que Florència mateixa, i provocava un gran escàndol el malbaratament que alguns ciutadans riquíssims es podien permetre. No és casual que un dels dos pecadors citats entre els malbaratadors en el seu moment (Infern XIII, vv. 118-121) fos un sienès, Lano de Siena.
En aquest moment el segon condemnat es presenta com Capocchio, un personatge sobre el qual hi ha molt poca informació i que es defineix a si mateix com un falsificador de metalls amb l'alquímia.

«" I si tu ets qui jo crec, recordaràs
com jo vaig ser per natura una bona mona".»
(vv. 138-139)
En altres paraules: "I tu - T'he reconegut de seguida - et recordaràs realment de com era de bo "imitant" als altres (al proïsme)".
En  tancar el cant doncs, recorda que, si ha reconegut bé a Dante, ell devia tenir present com fou "mona" per natura (la mona és l'animal imitador per excel·lència, que còpia a l'home "scimmiottandolo": imitant-lo).
Però Dante, què - per allò que ens conten els comentaristes de l'època- el coneixia bé, perquè de joves havien estudiat junts (i potser inclús "alquímia" en el sentit de "química", ensenyament requerit per la inscripció a l'Art dels Metges i Apotecaris), haurà sabut a més, que la rancúnia de Capocchio contra els sienesos, s'explicava pel fet que a Siena en 1293 l'havien cremat viu a ell que, com a "mestre en imitar qualsevol home que volgués i qualsevol cosa, (...) es va dedicar com a darrera cosa a falsificar els metalls"; i per això fou condemnat a mort.
Això ens fa saber Dante, tancant número i cant amb un amic.

## Recitats del cant vint-i-novè a la xarxa
- Vittorio Gassman: https://www.youtube.com/watch?v=cqxEA-gSmpU
- Lectura i comentari de Vittorio Sermonti: https://www.youtube.com/watch?v=t06XHXdyXFI
- Paràfrasi i imatges animades: https://www.youtube.com/watch?v=RC7hM72tzTc